# Collimonas antrihumi

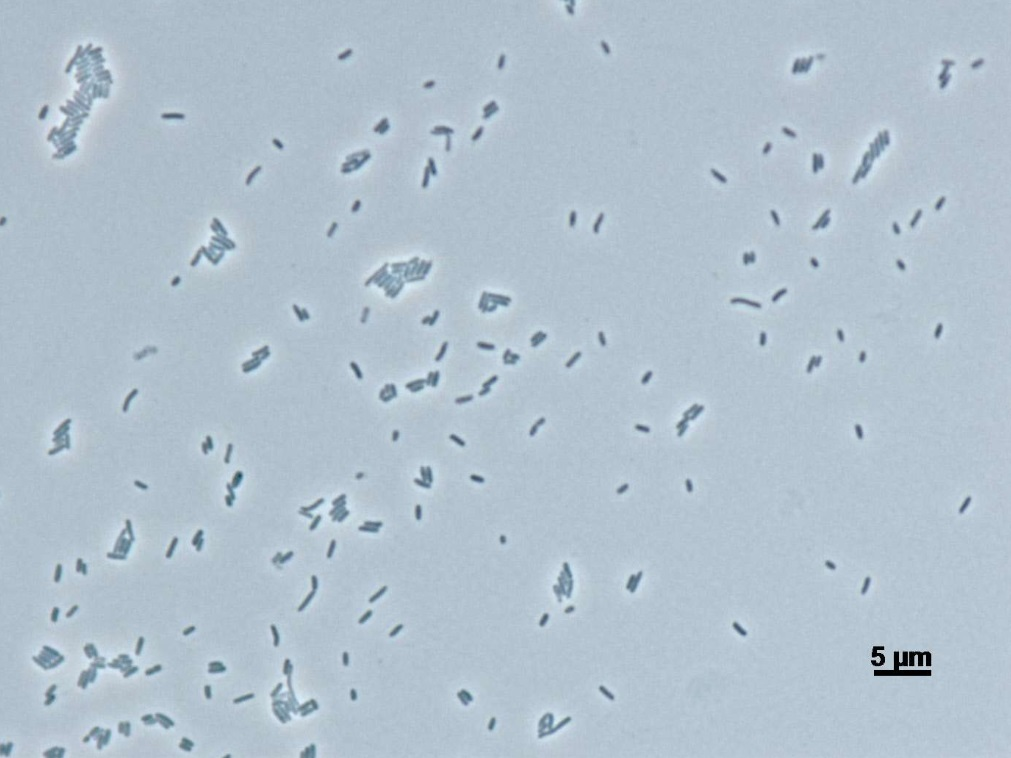
Collimonas antrihumi vista al microscopio.

Collimonas antrihumi es una especie de bacteria gramnegativa del género Collimonas. Fue descrita en el año 2018. Su etimología hace referencia a suelo dentro de una cueva. Es aerobia e inmóvil. Tiene un tamaño de 0,6-0,8 μm de ancho por 1,8-2,4 μm de largo. Catalasa y oxidasa positivas. Forma colonias circulares, convexas, con márgenes enteros y de color cremoso tras 3 días de incubación en agar NA. Temperatura de crecimiento entre 4-30 °C, óptima de 20-30 °C. Tiene un contenido de G+C de 54,5%. Se ha aislado del suelo en una cueva natural de la Isla Jeju, en Corea del Sur. 